# Молодотудский район
Молодотудский район — административно-территориальная единица в составе РСФСР, существовавшая в 1929—1932 и 1936—1958 годах.
Административный центр — село Молодой Туд.
Молодотудский район образован в 1929 году в составе Ржевского округа Западной области, 23 июля 1930 года переподчинен непосредственно облисполкому, упразднен 1 февраля 1932 года с передачей территории в состав Оленинского, Ржевского, Селижаровского и Нелидовского районов.
Постановлением президиума ВЦИК от 29 января 1935 года в составе РСФСР была образована Калининская область. В неё вошли часть районов Западной области. 10 февраля 1935 года президиум ВЦИК принял постановление о включении в состав Калининской области вновь образуемых районов Западной области, в том числе Чертолинского района. 20 марта 1936 г. по ходатайству Калининского облисполкома президиум ВЦИК принял постановление о «территориальной перестройке Чертолинского района» в новых границах, по которому центром района стало село Молодой Туд, а район получил наименование Молодотудского. Посёлок Чертолино передан в Ржевский район.
В 1940 году в состав района входили следующие сельсоветы:
1. Азановскнй
2. Безобразовский
3. Верхневолжский
4. Дмитровский
5. Дроздовский
6. Дубовский
7. Забежинский
8. Зубовский
9. Кировский
10. Лыщевский
11. Можайский
12. Молодотудский
13. Ново-Сибирский
14. Овчинниковский
15. Плехановский
16. Пыжевский
17. Свисталовский
18. Тарусовский
19. Хмелевский

Упразднен 22 августа 1958 года с передачей территории в состав Оленинского, Ржевского и Кировского районов.
Сегодня территория бывшего Молодотудского района входит в состав Оленинского, Ржевского, Селижаровского и Нелидовского районов Тверской области.